# Anthemis abylaea
Anthemis abylaea là một loài thực vật có hoa trong họ Cúc. Loài này được (Font Quer & Maire) Oberpr. mô tả khoa học đầu tiên năm 1998.